# Conus queenslandis
Espèce
Conus queenslandis est une espèce de mollusques gastéropodes marins de la famille des Conidae.
Comme toutes les espèces du genre Conus, ces escargots sont prédateurs et venimeux. Ils sont capables de « piquer » les humains et doivent donc être manipulés avec précaution, voire pas du tout.

## Description
La taille de la coquille varie entre 60 mm et 110 mm.

## Distribution
Cette espèce marine est présente au large du Vietnam, de la Nouvelle-Calédonie et du Queensland, en Australie.

## Taxinomie

### Publication originale
L'espèce Conus queenslandis a été décrite pour la première fois en 1984 par le malacologiste américain António José da Motta (d) dans « La Conchiglia »,.

### Synonymes
- Conus (Splinoconus) queenslandis da Motta, 1984 · appellation alternative
- Conus tribblei queenslandis da Motta, 1984 · non accepté
- Kioconus tribblei queenslandis (da Motta, 1984) · non accepté